# Ismaił Abiłow
Ismaił Abiłow, Ismail Abilov (bułg. Исмаил Абилов, w Turcji znany jako Ismael Nizamoğlu; ur. 6 września 1951 w Łopusznej) – bułgarski zapaśnik, medalista olimpijski.
Startował w stylu wolnym, na ogół w kategorii do 82 kg. Brązowy medalista Mistrzostw Świata w Zapasach w Teheranie w 1973 roku, a także srebrny medalista Mistrzostw Świata w Stambule (1974 w kategorii do 90 kg) i Mińsku (1975 w kategorii do 82 kg). Zdobył cztery medale mistrzostw Europy w tym trzy złote, w 1975, 1977 i 1980. Trzeci na Uniwersjadzie w 1977 roku. 
Brał udział w letnich igrzyskach olimpijskich w 1976 (Montreal) i 1980 (Moskwa). Na tych ostatnich zdobył złoty medal.
Obecnie mieszka w Turcji i jest trenerem tureckiej drużyny narodowej w zapasach w stylu wolnym.
- Turniej w Montrealu 1976

Pokonał Masaru Motegi z Japonii, Czimedijna Goczoosürena z Mongolii i Vasile Iorge z Rumunii a przegrał Wiktorem Nowożyłowem z ZSRR i Mehmetem Uzunem z Turcji.
- Turniej w Moskwie 1980

Wygrał z Sörenem Claesonem ze Szwecji, Vasile Țigănașem z Rumunii, Günterem Busarello z Austrii, Abdulą Memedim z Jugosławii, Magomiedchanem Aracyłowem z ZSRR i Istvanem Kovacsem z Węgier.